# Back (cràter)

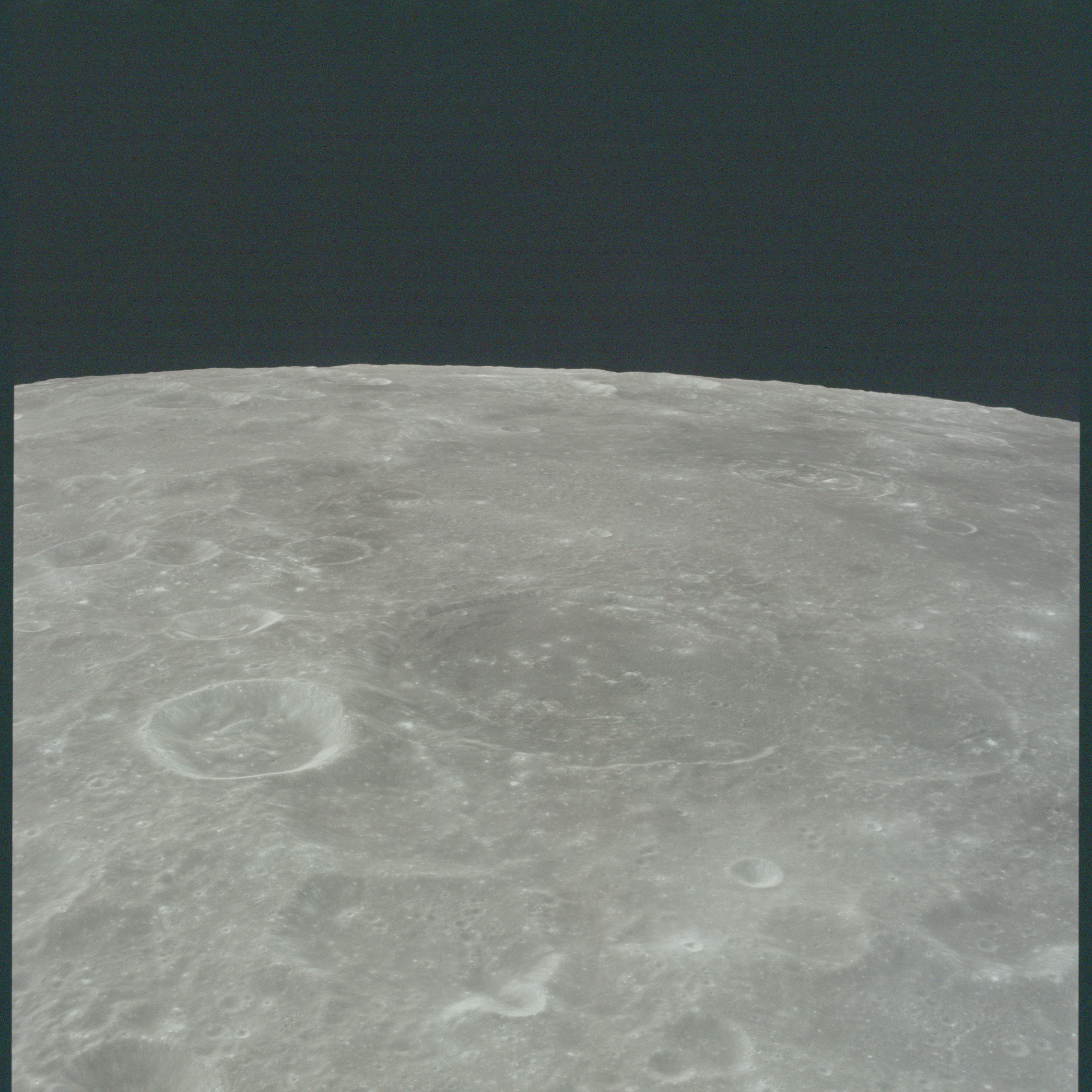
Entorn de Back. Imatge Apol·lo 12.

Back és un petit cràter d'impacte lunar que es troba prop de l'extremitat oriental de la Lluna, en l'extrem nord-oest del Mare Smythii. Cap al seu extrem nord-est es troba el cràter Schubert, a l'oest es troba Jenkins, i al sud-oest es troba la parella de cràters Weierstrass-Van Vleck.

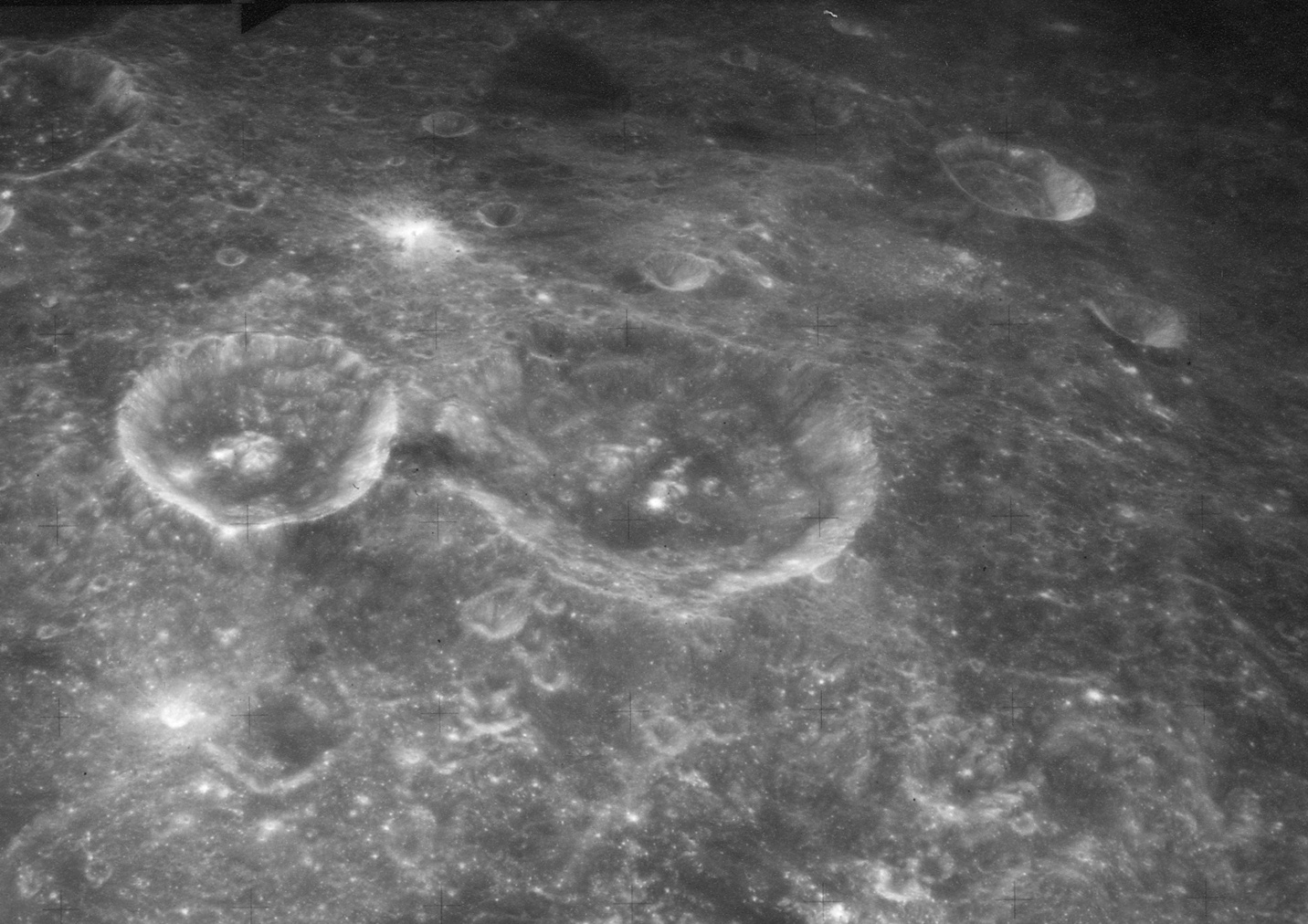
Cràters Back (esquerra) i Schubert. Fotografia de la missió Apol·lo 15

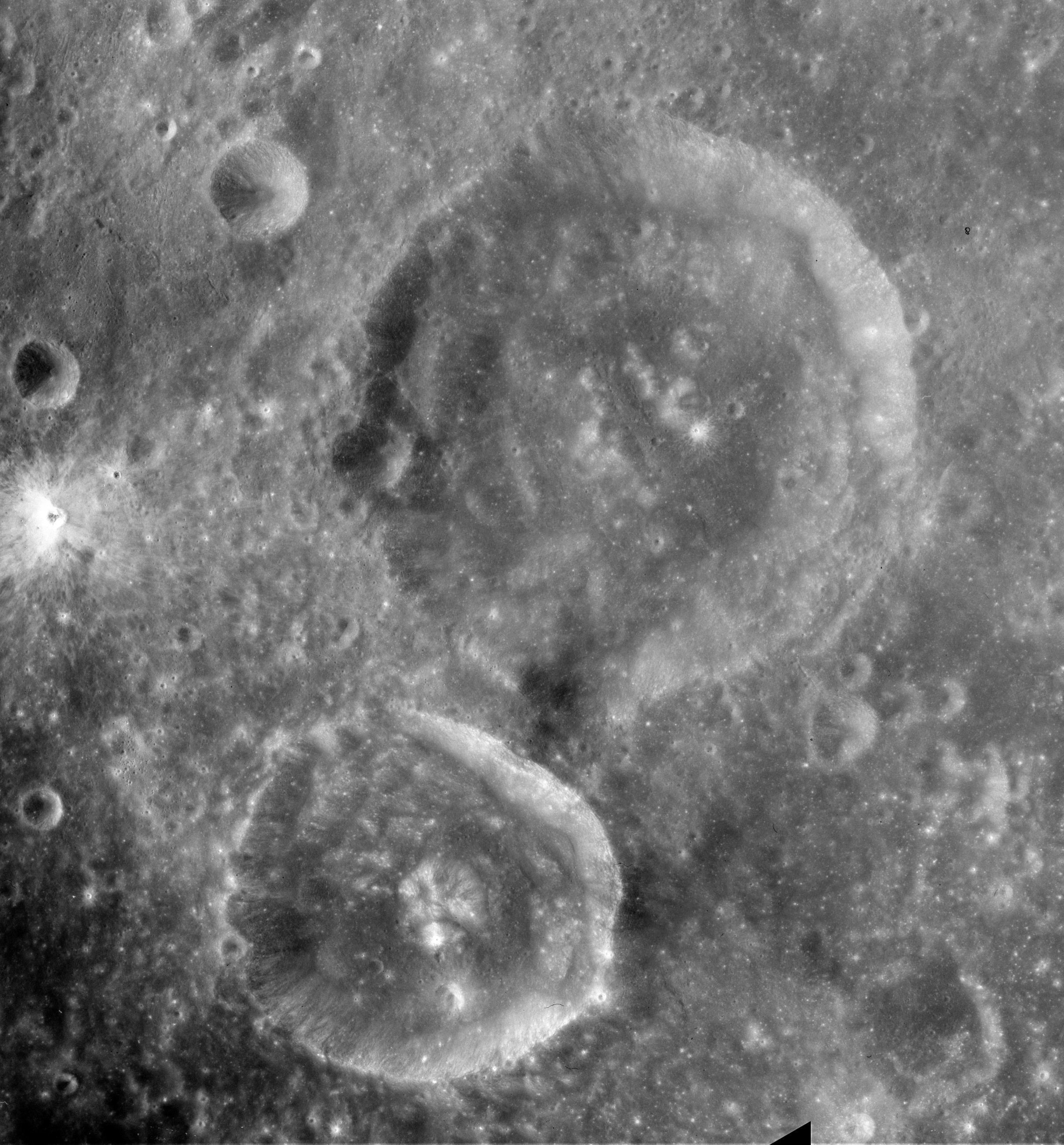
Imatge de la càmera cartogràfica del Apollo 16. Cràter Schubert (a dalt a la dreta) i cràter Back (a baix a l'esquerra)

La part posterior és gairebé circular, amb parets exteriors estretes i de vores afilades poc desgastats. Malgrat la seva grandària relativament petita, Back presenta un pic central típic de cràters més grans.